# Tribunal de la Función Pública de la Unión Europea
El Tribunal de la Función Pública era un órgano judicial especializado que formaba parte del Tribunal de Justicia de la Unión Europea, en particular adscrito al Tribunal General. Fue creado a través de una Decisión el año 2004  y efectivamente establecido el 2 de diciembre de 2005. Actualmente se encuentra disuelto (1 de septiembre de 2016), pasando sus competencias al Tribunal General.
Este Tribunal estaba compuesto por siete jueces, nombrados por el Consejo, para un periodo de seis años renovable. Éstos, a su vez, designaban a su Presidente, para un periodo de tres años renovable. El Tribunal actuaba en Salas (normalmente de tres jueces, pero también de cinco o de un juez) o en Pleno.
El Tribunal de la Función Pública conocía en primera instancia los litigios entre la administración pública comunitaria y sus funcionarios públicos, según el artículo 270 del TFUE. Los casos incluyen las relaciones laborales en sentido estricto y el régimen de seguridad social. 
Las decisiones dictadas por este Tribunal podían ser objeto, en un plazo de dos meses, de un recurso de casación ante el Tribunal General limitado a las cuestiones de Derecho.

## Presidentes del Tribunal de la Función Pública
| Años      | Presidentes del Tribunal de la Función Pública |
| --------- | ---------------------------------------------- |
| 2005–2011 | Paul J. Mahoney                                |
| 2011–2016 | Sean Van Raepenbusch                           |